# شبیه‌سازی (زیست‌شناسی)

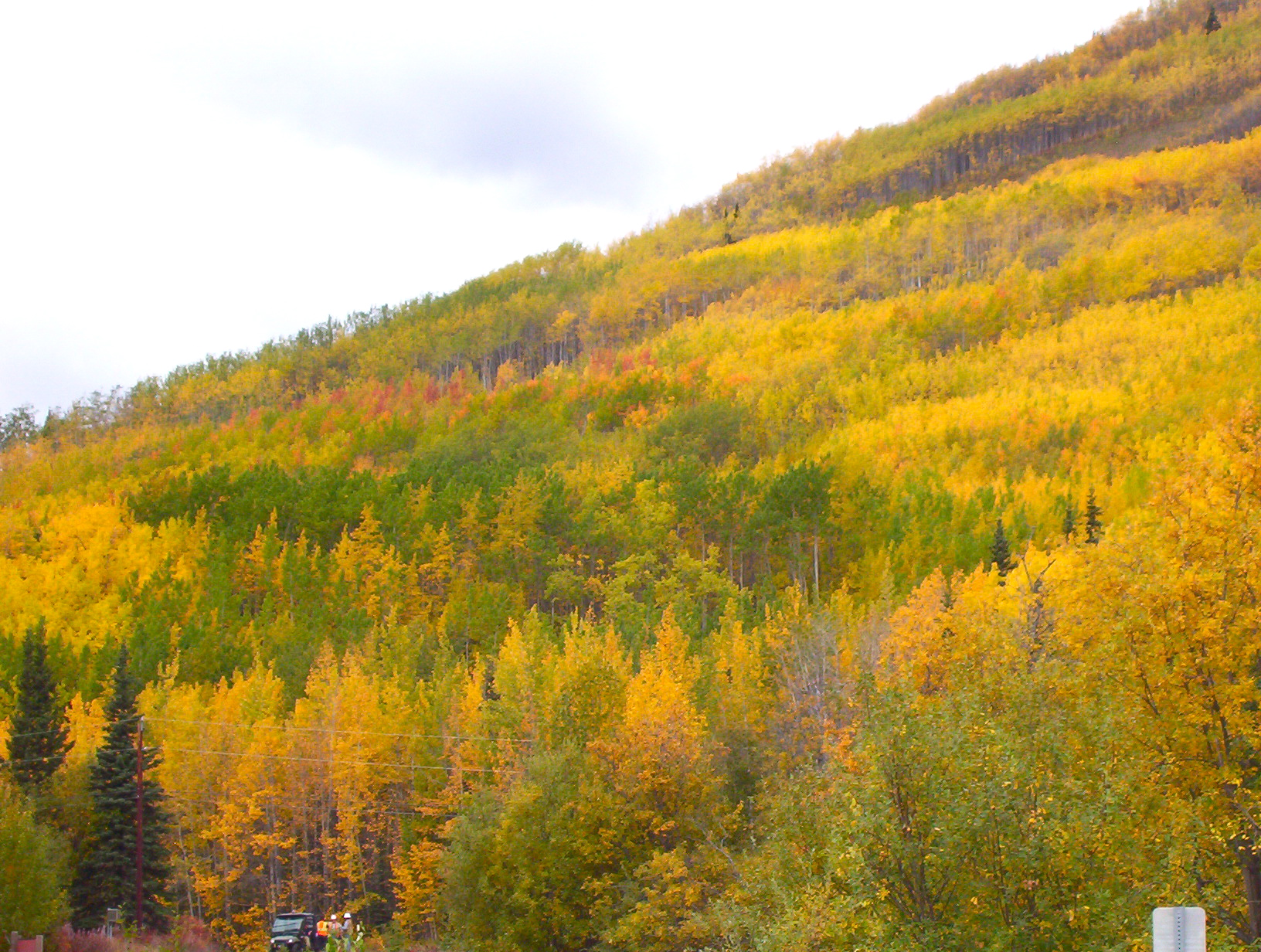
بسیاری از جانداران، از جمله درختان اشنگ، با همسانه‌سازی زادآوری می‌کنند و اغلب گروه‌های بزرگی از جانداران را با همان دی‌ان‌ای ایجاد می‌کنند. یک نمونه (اینجا دیده نمی‌شود) پاندو است.

شبیه‌سازی یا کُلون‌سازی یا همسانه‌سازی (به انگلیسی: Cloning) فرایند ساختن یک کلون یا همسانه از چیزی است. در زیست‌شناسی به‌طور کلی به فرایندهایی که برای آفرینش کپی از پاره‌هایی از دی‌ان‌ای (همسانه‌سازی DNA)، سلول‌ها (شبیه‌سازی یاخته‌ای) یا جاندار (مانند شبیه‌سازی انسان)، به کار می‌رود گفته می‌شود. این اصطلاح در مواردی که جاندارانی مانند باکتری، حشره یا گیاه به‌طور غیرجنسی تولیدمثل می‌کنند، نیز به کار می‌رود.
در زیست‌شناسی، شبیه‌سازی به فرایند تولید تعدادی از افراد که از لحاظ ژنتیکی مشابه هم هستند، گفته می‌شود. این شکل شبیه‌سازی زمانی در طبیعت رخ می‌دهد که ارگانیسم‌های همچون باکتری‌ها، حشرات یا گیاهان تولیدمثل غیر جنسی انجام دهند. در زیست فناوری (بیوتکنولوژی)، کلونینگ به روش‌های مورد استفاده به منظور ایجاد کپی‌هایی از قطعات DNA (کلونینگ مولکولی)، سلو ل‌ها (کلونینگ سلولی) یا ارگانیسم‌ها گفته می‌شود. اصطلاح کلونینگ همچنین ممکن است به ایجاد کپی‌های متعدد از یک محصول مانند رسانه دیجیتال یا نرم‌افزار اشاره داشته باشد.

## همسانه‌سازی طبیعی
همسانه‌سازی شکلی طبیعی از تولیدمثل است که موجب گسترش اشکال مختلف زندگی طی بیشتر از ۵۰ هزار سال گذشته شده‌است. این روش در تولیدمثل قارچ‌ها، گیاهان و باکتری‌ها و همچنین برای تکثیر کلنی‌های همسانه‌ای استفاده می‌شود زغال اخته، فندق و درختان پاندو از جمله گیاهانی هستند که با این روش تکثیر می‌شوند.

## همسانه‌سازی مولکولی
به فرایندهایی که طی آن از یک مولکول نسخه‌های متعدد ساخته می‌شود کلونینگ مولکولی گفته می‌شود. از این روش معمولاً به منظور تکثیر قطعات DNA ی حاوی یک ژن کامل استفاده می‌شود اما می‌توان از آن برای تکثیر هر بخشی از ژن و هر توالی DNA مانند پروموتورها (راه‌اندازها)، توالی‌های نارمزگذار و قطعه‌های تصادفی DNA، استفاده نمود. این فرایند در دامنۀ وسیعی از آزمایش‌های زیستی از انگشت‌نگاری ژنتیکی تا تولید انبوه پروتئین‌ها کابرد دارد.
به منظور تکثیر هر توالی DNA در یک موجود زنده، توالی بایستی به یک ناحیۀ تکثیر (بخشی از DNA که می‌تواند تکثیر خود و توالی‌های مرتبط را کنترل و هدایت کند) متصل شود. انواع مختلفی از وکتورهای اختصاصی همسانه‌سازی (قطعات کوچکی از DNA که می-توانند وارد یک قطعه DNA خارجی شوند) وجود دارد که برای اهداف مختلفی همچون تولید پروتئین، نشانه‌گذاری‌های تمایلی، تولید قطعات RNA و DNA استفاده می‌شوند.
همسانه‌سازی هر قطعه DNA شامل چهار مرحله است:
1. قطعه‌قطعه کردن: شکستن قسمتی از رشته DNA
2. چسبش : چسباندن قطعات DNA به یکدیگر در توالی مورد نظر
3. تراآلایی: قرار دادن قطعه DNA در داخل سلول میزبان
4. غربالگری/ گزینش: انتخاب سلول‌هایی که DNA جدید به شکل موفقیت‌آمیزی با آن‌ها انتقال پیدا کرده‌است.

استراتژی همسانه‌سازی را می‌توان به‌طور خلاصه این گونه بیان کرد که در ابتدا DNA موردنظر جداسازی می‌شود. پس از این مرحله روشی جهت اتصال قطعات ایجاد شده با وکتور مناسب لازم است. وکتور که معمولاً یک مولکول حلقوی است با استفاده از آنزیم‌های محدودکننده، خطی شده و تحت شرایط مناسب، توسط آنزیمی به نام DNA لیگاز به قطعه مورد نظر متصل و بعد از این مرحله وکتور به داخل سلول میزبان منتقل می‌شود. چندین روش مختلف از جمله حساسیت شیمیایی سلول، ریزتزریقی و بیولیستیک برای انتقال وکتور به داخل سلول میزبان وجود دارد. بعد از انتقال وکتور، سلول‌های میزبان کشت داده می‌شوند. با توجه به اینکه کارایی این روش معمولاً پایین است بنابراین پس از این مرحله نیاز است تا سلول‌هایی که با موفقیت وکتور حاوی توالی DNA موردنظر را دریافت کرده‌اند شناسایی شوند. به‌طور مثال وکتورهای کلونینگ، حاوی ژن‌های مقاوم به آنتی‌بیوتیک بوده که در نقش یک نشانگر انتخابی عمل می‌کنند. با کشت سلول‌های میزبان در محیط حاوی آنتی‌بیوتیک تنها سلول‌هایی که وکتور حاوی ژن‌های مقاومت به آنتی‌بیوتیک را دریافت کرده باشند توانایی رشد را خواهند داشت.

## همسانه‌سازی یاخته‌ای

### همسانه‌سازی تک‌یاختگان
کلونینگ یک سلول به معنای تبدیل یک سلول به جمعیتی از سلول‌ها می‌باشد. این فرایند در مورد ارگانیسم‌های تک سلولی مانند باکتری و مخمر به‌طور قابل ملاحظه‌ای ساده و تنها نیازمند تلقیح محیط مناسب است در حالیکه کشت‌های سلولی حاصل از ارگانیسم‌های چندسلولی کاری به مراتب سخت‌تر می‌باشد چون سلول‌های گرفته شده از موجودات پر سلولی نمی‌توانند به آسانی در محیط کشت رشد کنند. یک روش ایجاد رده‌های سلولی خالص حاصل از بافت‌ها، استفاده از حلقه‌های کلونینگ (سیلندرها) می‌باشد.
در این روش یک سوسپانسیون از تک سلول‌های حاصل از بافت مورد نظر تهیه می‌شود سپس برای انتخاب سلول‌هایی با ویژگی‌های خاص آن‌ها را در معرض یک عامل جهش زا یا داروی خاص قرار داده و برای ایجاد کلونی‌های مجزا حاصل از سلوهای منفرد، سوسپانسیون رقیق شده را در محیط جامد مناسب کشت داده می‌شود. سوسپانسیون سلولی بایستی در حدی رقیق شود که سلول‌ها به‌طور مجزا روی محیط کشت قرار گرفته و از تکثیر هر کدام یک کلنی حاصل شود. در مراحل ابتدایی رشد کلنی‌ها که از تعداد محدودی سلول تشکیل شده‌اند یک حلقه ضدعفونی شده (حلقه کلونینگ) اطراف کلنی قرار داده و مقدار کمی تریپسین درون حلقه اضافه می‌شود. سپس سلول‌های آن کلنی جمع‌آوری شده و به یک ظرف کشت مجزا انتقال داده می‌شوند.

### همسانه‌سازی یاخته‌های بنیادی
در این فرایند، انتقال هستۀ سلول پیکری که تحت عنوان SCNT شناخته شده‌است، برای ایجاد جنین و با اهداف تحقیقاتی و درمانی صورت می‌پذیرد. این روش کلونینگ تحقیقاتی یا کلونینگ درمانی نیز نامیده می‌شود. هدف از این نوع کلونینگ ایجاد سلول‌های بنیادی است که می‌توانند برای مطالعه مراحل نمو انسان یا درمان بیماری‌هایی از قبیل آلزایمر استفاده شوند.
این فرایند به وسیلهٔ حذف هسته (حاوی DNA) یک سلول تخمک و قراردادن محتویات هسته یک سلول بالغ (سلول سوماتیکی که از یک منبع کلونال جداسازی شده‌است) در آن انجام می‌شود. برای مثال و به هدف درمان بیماری آلزایمر، محتویات هسته یکی از سلول‌های پوست بیمار به یک تخمک خالی انتقال داده می‌شود. تخمک با محتویات هستهٔ منتقل شده از سلول سوماتیک واکنش داده و سپس سلول حاصل نمو یافته و به جنینی تبدیل می‌شود که به لحاظ ژنتیکی کاملاً مشابه بیمار است. طی مراحل تقسیم سلول تخم و همان روزهای ابتدایی، بلاستوسیت که سلول‌های آن قادرند به هر سلولی در بدن تبدیل شوند، تشکیل می‌شود. از بلاستوسیت حاصل شده برای تشکیل کلونینگ سلول‌های بنیادی استفاده می‌شود. دلیل استفاده از سلول‌های سوماتیک در این فرایند این است که این سلول‌ها می‌توانند به آسانی در آزمایشگاه کشت داده شوند.
فرایند کلونینگ یک جانور خاص با استفاده از SCNT نیز برای همۀ جانوران نسبتاً یکسان است. اولین مرحله جمع‌آوری سلول‌های پیکری از جانوری است که قرار است کلون شود. سلول‌های پیکری بی‌درنگ در آزمایشگاه برای کاربردهای بعدی ذخیره می‌شوند. سخت‌ترین مرحلۀ این تکنیک SCNT حذف محتویات DNA از یک سلول اووسیت در مرحله متافاز II است. به محض انجام این فرایند هستۀ سلول پیکری می‌تواند داخل سیتوپلاسم تخمک جای داده شود. سلول پیکری و سیتوپلاسم تخمک جفت شده در نتیجه رویانی حاصل می‌شود که شروع به رشد و تکوین کرده و در داخل بدن دریافت‌کننده جانشین مانند گاو یا گوسفند قرار می‌گیرد. SCNT روشی مناسب برای تولید جانوران مزرعه برای مصارف خوراکی و همچنین کلون کردن گونه‌های در آستانه خطر انقراض می‌باشد.

## همسانه‌سازی جانداران
شبیه سازی تولید مثلی به روش ایجاد جاندار چندیاخته‌ای جدید که به لحاظ ژنتیکی مشابه دیگر افراد است گفته می‌شود. در اصل این شکل کلونینگ یک روش غیرجنسی برای تولیدمثل است که در آن لقاح یا تماس بین گامتی رخ نمی‌دهد. تولیدمثل غیرجنسی پدیده طبیعی در بسیاری از گونه‌ها شامل اکثر گیاهان (تولیدمثل رویشی) و تعدادی از حشرات است. با استفاده از این تکنیک دانشمندان دستاوردهای عمده‌ای در زمینه تولیدمثل غیرجنسی گوسفندها و گاوها به‌دست آورده‌اند. در این زمینه بحث‌های اخلاقی متعددی نیز وجود دارد.
گوسفند دالی

چگونگی همسانه‌سازی گوسفندی به نام دالی

دالی گوسفند ماده فین دورست، اولین پستانداری است که با موفقیت از سلول‌های بالغ یک گوسفند بزرگسال کلون شده‌ است. دالی به وسیله دادن یک سلول از پستان مادر زیستی قدیمی ۶ ساله اش شکل گرفت. محتویات سلول پستان مادری به تخمک گوسفند انتقال و سپس جنین حاصل در داخل بدن گوسفند ماده قرار گرفت تا روند طبیعی آبستنی را در پیش بگیرد. دالی در مؤسسه روزالین در اسکاتلند در سال ۱۹۹۶ ایجاد و ۶ سال عمر کرد.

## مصرف خوراکی
سازمان مواد دارویی و غذایی آمریکا در تاریخ ۱۵ ژانویه ۲۰۰۸ میلادی و در پی مطالعاتی شش ساله نتیجه‌گیری کرد که گوشت خوک، گاو و بز همتاسازی شده و همچنین حیواناتی که از آن‌ها متولد شده‌اند، به اندازه گوشت حیواناتی که با شیوه‌های متعارف طبیعی پرورش یافته‌اند، برای خوردن «ایمن و بی‌خطر» است. در عین حال این سازمان گفت به دلیل کمبود داده‌های لازم تاکنون نتوانسته‌است تا در مورد محصولات گوسفندی دست به نتیجه‌گیری بزند.

## همسانه‌سازی در خاورمیانه
اسرائیل و ایران در منطقهٔ خاورمیانه تنها دولت‌هایی هستند که پژوهش‌های گسترده‌ای را در زمینۀ شبیه‌سازی برداشته‌اند. اسرائیل در مؤسسه عالی علوم وایزمن و ایران در پژوهشگاه رویان به تحقیق و پژوهش می‌پردازند.

## برای مطالعهٔ بیشتر
- Guo, Owen. "World's Biggest Animal Cloning Center Set for '16 in a Skeptical China." The New York Times, The New York Times, ۲۶ نوامبر ۲۰۱۵
- Lerner, K. Lee. "Animal cloning." The Gale Encyclopedia of Science, edited by K. Lee Lerner and Brenda Wilmoth Lerner, 5th ed. , Gale, 2014. Science in Context, link[پیوند مرده]
- Dutchen, Stephanie. "Rise of the Clones." Rise of the Clones | Harvard Medical School, 2018 hms.harvard.edu/news/rise-clones